# 藤井アユ美
藤井 アユ美（ふじい アユみ、1月13日 - ）は、日本の女性声優。広島県出身。以前はメディアフォースに所属していた。

## 概要
テレビアニメ『魔神英雄伝ワタル』を観て、声優を志す。
2012年公開のアプリゲーム『こえぷら』では、担当した秋山ことりが他の7人を押さえて、サービスの開始から終了まで首位を独占した。現在もゲームシナリオの執筆や企業の公式コスプレイヤーなど、マルチに活動している。

## その他
熊にしか見えない「ごんぞう」という名の愛犬を飼っている。

## 出演

### テレビアニメ
- 超訳百人一首 うた恋い。（2012年、小町の女房）
- うぽって!!（2012年）
- ナースウィッチ小麦ちゃんR（2016年、女子A）
- 狐狸之声（2018年、シャン）
- ほしの島のにゃんこ（2018年、サクラ）
- ソラとウミのアイダ（2018年、女子高生）
- LALALACOCO（2020年、店員B、ランラン、モッチー、女の子）
- さようなら竜生、こんにちは人生（2024年、タウロ）

### OVA
- デコちあ☆Win!（2012年、アヒル先生）

### Webアニメ
2015年
- カフェちゃんとブレークタイム（カフェちゃん）
- マサコとエリーのこれヤバイ！グルクルコラザイム-C24編（マサコ）
- リクルート社勉強サプリ（ショータ）
- 九十九カメラ（イヌガミ）

2018年
- ビクマっ娘（いわい、うつのみや）

2020年
- 魔神英雄伝ワタル 七魂の龍神丸（EXマン、メルの母、スタッフA）

### ゲーム
2012年
- こえぷら（秋山ことり）

2013年
- アンジュ・ヴィエルジュ 〜第2風紀委員 ガールズバトル〜（タイプHU50_ニナ、レ・ウィズ・キャロル）

2014年
- Tokyo 7th シスターズ（榎並マドカ）
- 戦国闘檄 〜バーニングスピリッツ〜（お愛の方）
- アルカディアコード（ロボクマ）
- にゃんパズル（ニャームス＆ポチ）
- マギアブレイク（マルコーダ、サタン）
- 幻想戦姫（白娘子、瓜姫、二郎真君）

2015年
- ひめがみ絵巻（白娘子、瓜姫）
- 少女とドラゴン-幻獣契約クリプトラクト-（ココット）

2016年
- ゴシックは魔法乙女（イブキ）
- 車なごコレクション（アルト ラパン）
- ビーナスイレブンびびっど！（小松菜れな、フレイヤ）
- トリックスター 召喚士になりたい（ブルペン子、ペリー、レミ、ミサキ、ファラオ少年）
- くちゅくちる（奥野細路）

2017年
- コズミックブレイク（ヒルティ）

2018年
- メギド72（2017年 - 2023年、ニバス）
- 幻獣姫（ホリ・ススム）
- 輝星のリベリオン（コメート）
- LOSTTRIGGER（ココ）
- キングスレイド（ハヌス）
- 鋼鉄戦記C21（P・リズベッド）

### ドラマCD
- 悪魔カフェ（ベルゼブブ）
- 歌姫とクロエ（ディナ）
- しゅらばら!
- 魔神英雄伝ワタル 七魂の龍神丸「あっと驚く、幻龍丸!」（EXマン、人形の声）
- 魔神英雄伝ワタル 七魂の龍神丸 オーディオドラマ「咲き誇れ、奇跡の龍樹!」（EXマン、少女獣人〈ウサギ〉）

### 吹き替え
- クリスマスに雪は降るの？（インターン）

### モーションコミック
2015年
- カフェちゃんとブレークタイム（カフェちゃん）
- 貧乳マイクロビキニーソ（檀間みゆき）
- 女騎士様は屈しない！（姫様）
- J子さんと僕（森乃）
- 僕と宇宙人（そらるり）
- しゃにうさ！（ハコネ）
- 願望販売機（半槐）

### 遊技機
- CR地獄先生ぬ〜べ〜（まみ先生 他）

### 実写
- アニメロサマーライブ2013 FLAGNINE報道局レポーター（2013年）
- ともさ〜やの冒険 3、4話ゲスト出演（2015年）
- アニメロサマーライブ2015オフィシャルグッツ紹介ムービー（2015年）

### ラジオ
- 藤井アユ美のあゆゆ カフェ（FM-FUJI：2017年4月1日 - ）

### Webラジオ
- こえぷらじお（メインパーソナリティ）
- Pink tension talk（ゲスト出演）
- ポリフォニカ☆ラジオステーション
- 音泉 あずべあ!!（ゲスト出演）
- カフェちゃんねる（メインパーソナリティ）
- トリスタラジオ!!（音泉：2016年3月3日 - 5月26日）[9]

### Web配信
- ゼロアニチャンネル（ゲスト出演）

### イベント
- なんつったってアイドル！
- おとめ☆こまちpresentsアニソンLIVE！
- 戦場のヴァルキュリアDUELカードイラスト展
- 秋葉原電気街祭りDMMブース
- 冬のASCIIフェス2013
- 『Sounds Strong Live!』〜推してくれなきゃイタズラしちゃうぞ（もみじーズ）
- マチ★アソビ

### その他
- ASMR作品 桜木学園癒やし部～1年B組・猫村のこ。耳かき&スライム遊び編～（2020年、猫村のこ[10]）

## ディスコグラフィ

### キャラクターソング
| 発売日         | 商品名                       | 歌       | 楽曲                                | 備考                                 |
| -------------- | ---------------------------- | -------- | ----------------------------------- | ------------------------------------ |
| 2019年3月20日  | 花咲キオトメ                 | 七花少女 | 「花咲キオトメ」 「スノードロップ」 | ゲーム『Tokyo 7th シスターズ』関連曲 |
| 2019年12月4日  | マイ・グラデイション/SCARLET | 七花少女 | 「マイ・グラデイション」            | ゲーム『Tokyo 7th シスターズ』関連曲 |
| 2021年12月14日 | 秋の空とこころ コスモス      | 七花少女 | 「秋の空とこころ コスモス」         | ゲーム『Tokyo 7th シスターズ』関連曲 |

### その他参加楽曲
| 発売日         | 商品名                                   | 歌         | 楽曲                                         | 備考 |
| -------------- | ---------------------------------------- | ---------- | -------------------------------------------- | ---- |
| 2009年6月24日  | SPEED ANIME M@STER あにそんまぁすたぁ〜☆ | 藤井アユ美 | 「ハッピー☆マテリアル」                      |      |
| 2014年12月30日 | cafe de AYS                              | AYS        | 「cafe de AYS」 「地図のないワンダーランド」 |      |
| 2014年12月30日 | cafe de AYS                              | 藤井アユ美 | 「cafe de mouse」                            |      |

### ユニットメンバー
1. ↑  白鳥トモエ（宝木久美）、前園リシュリ（ルゥティン）、逢原ミウ（高野麻里佳）、夜舞サヲリ（稲川英里）、榎並マドカ（藤井アユ美）、雲巻モナカ（桜木アミサ）、シャオ・ヘイフォン（森千早都）
2. ↑  藤井アユ美、優希、長谷川静香